# Teoria da Argumentação Jurídica
Teoria da Argumentação Jurídica é um livro de Robert Alexy (Oldenburg, Alemanha, 9 de setembro de 1945) um dos mais influentes filósofos do Direito alemães contemporâneos. 

## Sobre o Autor
Robert Alexy graduou-se em Direito e Filosofia pela Universidade de Göttingen, tendo recebido o título de PhD em 1976, com a dissertação Uma Teoria da Argumentação Jurídica, e a habilitação em 1984, com a Teoria dos Direitos Fundamentais - dois clássicos da Filosofia e Teoria do Direito. A definição de direito de Alexy mescla o normativismo de Hans Kelsen (o qual foi uma versão influente do positivismo jurídico) e o jusnaturalismo de Gustav Radbruch, mas a teoria da argumentação o colocou bem próximo do interpretativismo jurídico. É professor da Universidade de Kiele, em 2002 foi indicado para a Academy of Sciences and Humanities at the University of Göttingen. Em 2010 recebeu a Ordem do Mérito da República Federal da Alemanha.

## Introdução
Em um grande número de casos, a afirmação normativa singular que expressa um julgamento envolvendo uma questão legal não é uma conclusão lógica derivadas de formulações de normas pressupostamente válidas (anomia), tomadas junto com afirmações de fatos comprovados ou pressupostamente verdadeiro.
Alexy lista quatro motivos para a anomia no direito. São eles:
1. Imprecisão da linguagem do direito.
2. Possibilidade de conflito entre as normas.
3. O fato de que é possível haver casos que requeiram uma regulamentação jurídica, que não cabe sob nenhuma norma existente.
4. Possibilidade em casos especiais, de uma decisão que contraria textualmente um estatuto.

Segundo Alexy, a fim de evitar lacunas jurídicas ao tratar-se de casos difíceis, deve-se estabelecer um sistema de enunciados do qual se possam deduzir as premissas normativas ausentes, necessárias à fundamentação. Tal proposta esbarra no simples fato de que, se o sistema de enunciados não for dedutível das normas pressupostas, a decisão deles decorrente não terá fundamentação lógica ante as normas do ordenamento; se, por outro lado, o sistema axiológico proposto se puder extrair das normas pressupostas, estaremos diante do caso comum, em que as regras de interpretação bastam à construção silogística da decisão.
A conclusão a que se chega é: quando a solução justa de um caso concreto exigir uma decisão que não decorra logicamente do ordenamento, nem puder ser fundamentada com a ajuda das regras de interpretação, restará ao aplicador escolher qual o enunciado normativo singular será afirmado (porque selecionado por volição) ou construído (porque embasado em argumentos extrajurídicos – fundamentação) na decisão. Visto que o decidir envolverá o ato de preferir um comportamento a outro, na base de tal ação estará a alternativa eleita como melhor em algum sentido. A necessária escolha encerra, portanto, um juízo de valor, que será o núcleo da fundamentação.
Quando há uma decisão, é dada preferência a uma ação ou forma de comportamento da parte de uma ou de mais pessoas, sobre outras ações ou formas de pensamentos. Uma tal ação de preferência, no entanto, exige um julgamento de que a alternativa escolhida em algum sentido é melhor do que outra e, é nesse ponto, que se propicia a base de um julgamento de valor.
Alexy compartilha da ideia de que não é possível fugir do elemento normativo-teleológico e dos elementos políticos inerentes a cada interpretação. É preciso incorporar esse elemento, sabendo que os juízos de valores são moralmente relevantes na argumentação jurídica e que por isso devem ser analisados e preponderados, buscando valores moralmente corretos ao caso.
Não se pode tratar de uma questão de alternativas estritas; de ser orientado pelas próprias convicções ou pelas das pessoas em nome de quem é feita a justiça. Necessário é muito mais um modelo que, por um lado, permita as convicções comumente aceitas e os resultados de prévias discussões jurídicas, e, por outro, deixe espaço aberto para os critérios de correção. Logo, quando esbarramos com casos difíceis, os quais a estrita aplicação da lei gera uma justiça do sistema como um todo, faz-se necessário um sistema de proposições, dos quais se possa deduzir as premissas normativas necessárias para os propósitos de justificação.
Os princípios dão base a esse sistema, pois permitem exceções e podem ser mutuamente inconsistentes e até mesmo contraditórios; eles não reivindicam aplicação exclusiva; seu significado real só se desenvolve através de um processo de ajustamento e limitação de duas mãos alternadas; e eles precisam para sua realização, da concretização via princípios subordinados e julgamentos particulares de valor com o conteúdo material independente.

## A Teoria da Argumentação Jurídica

### O discurso jurídico como um caso especial do discurso prático geral

#### Tipos de discussão jurídica
Segundo Alexy, há tipos bem diferentes de discussão jurídica, como a dogmática legal ou mesmo debates jurídicos na mídia. O traço comum a essas discussões consiste no fato de que em todas as formas de argumentação, o argumento é jurídico. 
O que distingue a argumentação jurídica da argumentação geral prática é um dos problemas centrais analisados por Alexy. O autor estabelece dois pontos: a argumentação jurídica é caracterizada por seu relacionamento com a lei válida e, no contexto da discussão jurídica, as questões abertas ao debate são discutidas com limitações, diferentes nas diversas formas.

#### A tese do caso especial
A tese de Alexy de que o discurso jurídico é um caso especial do discurso prático geral é embasada em três predicados:
- As discussões jurídicas se preocupam com questões práticas: existem discussões jurídicas que não se preocupam com definir o significado de afirmações normativas, mas com o estabelecimento dos fatos, como, por exemplo, as teorias do direito. Todavia, a preocupação de Alexy reside na argumentação jurídica orientada para resolver questões práticas.

- As questões jurídicas são discutidas com a exigência de correção: subsiste, no campo das discussões jurídicas, a exigência de que afirmação normativa possa ser justificada racionalmente segundo a orientação valorativa adotada pelo ordenamento jurídico. As decisões judiciais em muitos países - como na Alemanha e no Brasil - por exemplo, exigem a correção em face da lei positiva; porém, mesmo com a falta de exigência de correção, a decisão é válida, embora defeituosa para além do sentido moral. Para fundamentar a tese da exigência de correção, Alexy argumenta que há deliberações jurídicas que envolvem discussão sobre a correção de uma decisão e que são entendidas pelos participantes como uma busca pela decisão correta . Também, a justificação judicial pode cumprir funções que se traduzem na exigência de correção, como explicar racionalmente ao ser humano uma decisão que afeta seus interesses , assegurando que seus direitos estarão garantidos por essa instituição que é a fundamentação racional.

- Limitações dos discursos jurídicos: exige que as partes de um processo, por exemplo, argumentem com racionalidade, fundamentada no ordenamento jurídico válido.

Em suma, a racionalidade comum ao discurso prático geral não se confunde com a aplicada no discurso jurídico (embora não sejam incompatíveis uma com a outra), porque neste caso espera-se que os espectadores (aqueles que não estão no processo, por exemplo) aceitem a decisão tomada por ser “medida de justiça” e que as partes no processo, por sua vez, a aceitem, mesmo quando for contrária aos seus interesses, porque ela está racionalmente justificada na lei, na limitação imposta pelo ordenamento jurídico; naquele caso, qualquer argumento racional, por vezes ilimitado, seria potencialmente aceito.

#### Transição para uma teoria de argumentação jurídica
Robert Alexy esboça, então, as características básicas de uma teoria da argumentação jurídica, com base na pergunta: a exigência de correção se preocupa apenas com mostrar que a afirmação normativa pode ser racionalmente justificada no contexto de validade da ordem jurídica prevalecente e não com a sua racionalidade absoluta? 

### Traços básicos de uma teoria da argumentação jurídica
Alexy distingue dois aspectos da justificação: a justificação interna, correspondente a se uma opinião se justifica logicamente a partir das premissas identificadas para tal; e a justificação externa, a qual trata da correção dessas premissas .

#### Justificação interna
A justificação interna, na concepção de Alexy, consiste em uma primeira etapa de identificação de quais premissas serão utilizadas na decisão judicial, valendo-se não só do silogismo que exerce papel de predominância nessa fase, mas também na identificação de tantas premissas universais quanto for possível, exaurindo-se a análise das razões logicamente compreendidas no fato apresentando ao julgador e, por sua vez, a compatibilidade da lei positiva e, então, encontrar-se-á a subsunção do fato à norma.
Alexy destaca que no curso da justificação interna se torna claro quais premissas têm de ser externamente justificadas, em que, no campo prático, a articulação dessas regras universais facilita a consistência da tomada de decisão e, assim, contribui para a justiça e a segurança jurídica . 

#### Justificação externa
A justificação externa corresponde à justificação de premissas usadas no processo de justificação interna. Alexy distingue três tipos de premissas: regras da lei positiva, afirmações empíricas e premissas que não correspondem a nenhuma das anteriores. Destaca-se a afirmação de que a argumentação jurídica pode ser de decisivo significado na interpretação da norma válida, em relação às premissas correspondentes às regras da lei positiva, estabelecendo também sua validade.

#### Os seis grupos de regras e formas de justificação externa
A justificação externa é composta por regras e formas de argumento classificadas em seis grupos por Alexy: (1) interpretação; (2) argumentação dogmática; (3) uso de precedentes; (4) argumentação geral prática; (5) argumentação empírica; (6) e formas especiais de argumentos jurídicos. 

#### Argumentação empírica
A importância da argumentação empírica constatada por Alexy consiste no fato de que quase todas as formas de argumento jurídico incluem afirmações empíricas. Nesse aspecto, destaca que a regra de transição, segundo a qual "é possível para todo orador a qualquer tempo fazer uma transição para um discurso teórico (empírico)" , aplica-se ao discurso jurídico. Todavia, surge a problemática de que o conhecimento empírico não é totalmente certo, sendo necessária a existência de regras racionais de presunção dos fatos. No âmbito prático, a argumentação empírica mostra- se decisiva em disputas legais em que, por exemplo, se busque a verdade real, sendo a decisão judicial fundamentada nos fatos.

#### Os Cânones de interpretação
As regras de interpretação são chamadas por Alexy de cânones de interpretação e representam um conjunto formador da hermenêutica jurídica, sendo fundamental para a justificação do discurso jurídico, principalmente quando se leva em conta que os contextos nos quais as leis positivas são criadas ou aplicadas apresentam considerável dinamismo, em decorrência da mutabilidade das conjunturas e interesses de um povo ao longo do tempo.
Também, os cânones de interpretação podem, além de justificar as interpretações do juiz, influenciar também na justificação de normas não positivas (as sociais, por exemplo) e em outras afirmações jurídicas. Alexy os classifica em seis grupos:  
1. Semântica: o que se leva em conta é rigorosamente o que está disposto no termo normativo, os argumentos semânticos podem ser usados para demonstrar que um significado é admissível;
2. Genética: essa interpretação leva em conta a vontade do legislador no momento da criação do dispositivo legal;
3. Históricos: os argumentos históricos são aqueles em que os fatos relativos à história dos problemas jurídicos em questão são oferecidos como meio de justificação racional;
4. Comparativos: faz referência a outros estados de coisas comparáveis ao caso analisado;
5. Sistemáticos: os argumentos sistemáticos têm como base a posição de uma norma no texto jurídico, tendo em vista a sua colocação em relação a outras normas;
6. Interpretação teleológica: o argumento teleológico procura demonstrar o sentido da norma por meio da descoberta do objetivo da sua inclusão no ordenamento jurídico; procura-se entender a vontade abstrata da lei e aplicá-la no mundo dos fatos. Para Alexy, o argumento teleológico avoca um exame minucioso dos conceitos de fins e meios, desejo, intenção, necessidade prática e objetivo.

Quanto ao papel dos cânones no discurso jurídico, seis pontos são levantados para esclarecê-lo: o alcance de sua aplicação, seu status lógico, a exigência de saturação, as diferentes funções das várias formas, o problema de sua ordem hierárquica e a resolução desse problema. Geralmente, eles são usados como forma de argumento a favor ou contra uma interpretação particular de uma norma. 
O seu status lógico é sujeito a disputa: eles são regras ou não? Alexy defende que não, mas são mais que pontos de vista: são esquemas de argumentos, que justificam que uma norma decorra logicamente de outra pressuposta. 
As justificações empíricas do uso de determinados cânones desempenham um papel importante; elas asseguram a racionalidade da aplicação dos cânones, e, assim, a saturação argumentativa se mostra necessária. 
As formas gramatical e genética se relacionam com o compromisso de tomar decisões com as palavras do estatuto e com a intenção do legislador; as formas histórica e comparativa permitem o aprendizado com a história do passado e com outras sociedades. Formas sistemáticas libertam a ordem jurídica de contradições e formas teleológicas abrem campo para a argumentação prática geral. 
Vários juristas se voltaram à discussão da ordem dos cânones, sem chegar a um consenso; para Alexy, é impossível construir um catálogo ordenando-os hierarquicamente, mas é possível orientar como cada cânone pode ser utilizado. Ele argumenta que os cânones que trazem ligações claras com a lei devem ser mais valorizados, a menos que motivos racionais sejam citados para garantir a precedência para outros argumentos. Assim, pode garantir-se a racionalidade e a universalidade da decisão com um grau confiável de certeza

#### Argumentação dogmática
A dogmática jurídica, para Alexy, é uma “classe de proposições que se relacionam com as normas atuadas e lei casual mas não são idênticas à descrição das mesmas, e estão em algum inter-relacionamento mútuo coerente, são compostas e discutidas no contexto de uma ciência jurídica institucionalmente organizada e têm conteúdo normativo” : assim a dogmática jurídica tem conteúdo que extrapola as leis mas ainda tem conteúdo normativo, por estar ligada a elas. 
O conceito dele busca abarcar os principais objetivos da dogmática jurídica: uma análise lógica dos conceitos jurídicos, a unificação dessa análise em um sistema e a aplicação dos resultados dela para justificar decisões jurídicas  - afinal, a lei, em si, não conseguiria justificar a aplicação de uma lei: é necessário o uso de argumentos da argumentação prática geral . Nessa ideia, podem ser incluídas uma teoria da linguagem da dogmática, uma teoria da aplicação das proposições da dogmática, da justificação dessas proposições e da função da dogmática .

#### Aplicação da dogmática
Para Alexy, a justificação dogmática pode ser não-justificativa (quando a noção aplicada faz parte do pensamento dominante) ou justificativa (quando a noção aplicada exige mais argumentos a seu favor do que a sua mera apresentação como correta, por não fazer parte do pensamento dominante) . A justificação não-justificativa, no entanto, é um imperativo; se ela não for usada, as proposições dogmáticas devem ser justificadas por outras proposições dogmáticas, que, por sua vez, também devem ser justificadas - e assim, ad infinitum. Por isso, ela apenas deve ser justificada quando estiver sujeita à dúvida.
Para garantir a racionalidade do julgamento sem a justificação, Alexy analisa o instituto do exame: todas as proposições dogmáticas podem e devem ser sistematicamente examinadas, tanto em relação ao ordenamento quanto em relação ao caso em si (e casos semelhantes, por meio da argumentação prática - em que consiste o cerne da argumentação dogmática), para que sua aplicabilidade seja confirmada .

#### Funções da dogmática
Robert Alexy levanta seis funções para a dogmática jurídica:
- Estabilização: soluções particulares podem ser retidas, e, assim, reproduzidas quando requerido com a ajuda das proposições dogmáticas. Assim, garante-se o princípio da universalização.
- Desenvolvimento: a institucionalização da dogmática permite discussões mais profundas acerca dela, de uma forma que não seria possível se ela se limitasse à aplicação ad hoc.
- Redução do encargo: uma vez que algumas proposições podem ser aceitas, elas não precisam ser justificadas novamente: assim, diminui-se o trabalho a ser feito em cada caso. No entanto, ela pode surtir efeito oposto quando exigir uma justificação justificativa.
- Técnica: A criação e explicação de conceitos podem melhorar o ensino e aprendizagem da lei, facilitando, por conseguinte, o seu aperfeiçoamento.
- Controle: A aplicação da dogmática permite que os casos sejam resolvidos com coerência e universalidade, ajudando na aplicação da justiça.
- Heurística: A dogmática pode servir como um ponto de partida para novas descobertas e conexões, concentrando e melhorando o conhecimento jurídico.

Assim, por causa desses pontos positivos, Robert Alexy conclui que “sempre que os argumentos dogmáticos forem possíveis, eles devem ser usados” .

#### Precedentes
A aplicação dos precedentes ocorria em larga escala na Europa de Alexy, e as razões básicas para segui-la é o princípio da universalidade: a exigência de tratar casos iguais de modo igual. No entanto, isso revela uma das dificuldades de sua aplicação: dois casos nunca são totalmente idênticos. Assim, cumpre saber que diferenças são relevantes: e Alexy atribui esse encargo para a argumentação. 	Quem desejar partir de um precedente, assim, ficaria com o encargo do argumento .
Os precedentes, junto à dogmática jurídica, também servem para as funções de estabilização, desenvolvimento e redução do encargo, e, assim, ele deve ser usado sempre que possível. Alexy infere que a “aplicação de um precedente implica na aplicação da norma subjacente à decisão na lei casual” .

#### Formas especiais de argumento jurídico
Essas formas especiais são aquelas formas de argumento com as quais se lida na metodologia jurídica, como a analogia (inferência lógica de algo não determinado na lei a partir de algo determinado, baseado no princípio da universalidade e na ideia de que “os estados de coisas que são semelhantes do ponto jurídico de vista devem ter consequências jurídicas semelhantes” ), argumentum e contrario (realização de uma interpretação inversa, bem ilustrada na máxima “aquilo que a lei não proíbe é permitido, obtida através da inversão de outro argumento), argumentum a fortiori (onde a presença de um predicado implica a aceitação de outro com muito mais razão, porque “quem pode mais, pode menos”) e argumentum ad absurdum (expressão jurídica do plano da não-contradição) .

#### Argumentos práticos gerais
A argumentação prática geral, para Alexy, pode ser requerida, concomitantemente à dogmática e ao uso da lei:
- Na justificação de premissas normativas necessárias para satisfazer as diferentes formas de argumento;
- Na justificação de uma escolha entre diferentes formas de argumento que levam a diferentes resultados;
- Na justificação e exame de proposições da dogmática jurídica;
- Na justificação da aplicação ou da distinção entre precedentes e casos fáticos e
- Na justificação de afirmações usadas na justificação interna.

Ele também ressalta que a argumentação prática geral é a base da argumentação jurídica, porque eles, em última instância. São usados para testar e justificar a aplicabilidade da lei ao caso.

### Discurso jurídico e prático geral

#### A Necessidade do discurso jurídico do ponto de vista da natureza do discurso prático geral
Alexy baseia a necessidade de existência do discurso jurídico pela fraqueza do discurso prático geral. As razões que norteiam a fragilidade do discurso prático são três:
- O discurso geral não estipula que as premissas normativas constituem ponto de partida de qualquer discurso;
- Nem todos os passos da argumentação estão fixados;
- Quando há evidências de que não haverá acordo, as regras do discurso não podem ser totalmente satisfeitas.

Assim, com a necessidade da existência do discurso jurídico dentro do discurso prático geral, Alexy pontua que é necessária a concordância de procedimentos para limitar o discurso prático, de modo a possibilitar uma decisão jurídica. Sobre este ponto, Alexy cita quatro razões pelas quais as normas jurídicas não determinam, exclusivamente, a tomada de decisões:
- Incerteza intrínseca à linguagem jurídica;
- Possibilidade de conflitos entre normas;
- Lacunas na lei;
- Excepcionalmente tomar decisões contra legem em virtude de casos especiais.

A incompletude das normas jurídicas não pode ser preenchida apenas com o discurso prático geral em virtude das fraquezas existentes. Assim, é necessário que haja uma ciência jurídica que agregue as regras do discurso jurídico limitadoras das possibilidades discursivas. Contudo, o discurso jurídico é dependente do discurso prático geral, motivo pelo qual se atesta a inevitável incerteza do primeiro.

#### A Correspondência parcial na exigência de correção
A racionalidade de uma decisão é baseada na racionalidade da legislação em que se fundamenta. Assim, para que haja uma decisão racional, esta deve se alicerçar em um ordenamento jurídico válido. Dessa forma, no discurso prático geral tem-se que a afirmação em si deve ser racional, ao passo que no discurso jurídico a decisão deve ser racionalmente justificada de acordo com a ordem jurídica. 

#### A Correspondência Estrutural entre as regras e formas de discurso jurídico e aquelas do discurso prático geral
Neste ponto Alexy observa o vínculo entre as regras de cada discurso, pontuando cada uma:
- Regras internas da argumentação jurídica para que casos semelhantes sejam julgados de forma semelhante. Princípio da Universalizabilidade;
- Regras de suposição racional acerca de fatos empíricos são importantes nos dois discursos;
- A ciência jurídica dogmática com suas regras de não contradição, universalizabilidade, inércia, dentre outras, possibilitam obtenção de resultados que não seriam possíveis com o discurso prático geral;
- Precedentes são balizados pelas regras de universalizabilidade e inércia;
- A universalizabilidade pode ser materializada com a analogia.

#### A Necessidade de argumentos gerais práticos no contexto da argumentação jurídica
Neste ponto Alexy busca entender a necessidade de discurso jurídico, uma vez que a argumentação prática geral é base da argumentação jurídica. O autor responde à questão com base no caráter da argumentação jurídica de especialização do discurso prático geral, que exige elementos desta mas apenas ocorre em situações específicas 

#### Os limites e a necessidade da teoria do discurso jurídico racional
Nos limites até então traçados pelo autor, o caráter racional e científico do discurso jurídico se dá através da sua conformidade com regras racionais desta argumentação específica, embora esta seja intrinsecamente baseada no discurso prático geral. Posteriormente o autor mostra que, mesmo de acordo com as regras internas do discurso, um argumento ainda pode ser irracional. Uma decisão que segue tais procedimentos é chamada de correta, sendo que tais procedimentos constituem critério de correção de decisões jurídicas. Assim, o discurso prático geral, como generalidade do discurso jurídico, é um critério hipotético de correção destes argumentos.  
Alexy ainda trata da Teoria do Discurso, que também serve de critério para a argumentação jurídica, mas que atesta a racionalidade desta através do contraponto com a ordem social de maneira geral.